# Give My Regards to Broad Street (videogioco)
Give My Regards to Broad Street, presentato anche come Paul McCartney's Give My Regards to Broad Street sulle confezioni, è un videogioco ispirato al film Broad Street (il cui titolo originale è proprio Give My Regards to Broad Street), pubblicato nel 1985 per Commodore 64 e ZX Spectrum da Mind Games, marchio della Argus Press Software.

## Trama
La trama è simile a quella del film. La registrazione originale di No More Lonely Nights è andata perduta, e Paul McCartney deve riuscire a ricostruirla e consegnarla all'editore entro mezzanotte. Per ricomporre la canzone deve attraversare Londra in auto per ritrovare altri sette amici musicisti, tra cui Ringo Starr, Linda McCartney e George Martin, ognuno dei quali gli fornirà una parte del brano. È sabato, i sette si aggirano per la città per i fatti loro usando la metropolitana di Londra e Paul, sulla base di pochi indizi datigli dal computer di bordo, deve prevedere in quale stazione dovrà recarsi al momento giusto per incontrarli. Raccolti tutti i pezzi della canzone dovrà tornare agli Abbey Road Studios e ricomporli usando un mixer.

## Modalità di gioco
L'azione di gioco principale è la guida dell'automobile di Paul per le strade di Londra,  con visuale dall'alto. La città è un ambiente molto grande e solo una piccola parte è visibile sullo schermo, che può scorrere velocemente in tutte le direzioni. Una minimappa mostra i dintorni più allargati, ma sempre molto meno dell'intera città.
L'auto può cambiare velocità e sterzare nelle otto direzioni cardinali. In caso di scontro con il bordo della strada l'auto si ferma, ma può subito ripartire. Occasionalmente si possono incontrare anche altre automobili, e in caso di scontro con una di esse si ricomincia dal punto di partenza ad Abbey Road, con maggiore perdita di tempo.
Il giocatore riceve a video dei brevi messaggi informativi, che dicono in quale stazione della metropolitana e a che ora un certo personaggio è stato visto recentemente entrare o uscire. Per indovinare in quale stazione andrà successivamente un personaggio e quindi precederlo là, il giocatore deve basarsi sulla mappa cartacea della città e sulle istruzioni cartacee fornite con il gioco. Le istruzioni spiegano le diverse abitudini dei sette personaggi dando indizi su dove è probabile trovarli.
Quando ci si ferma presso una stazione, la visuale diventa laterale ravvicinata e mostra Paul che parcheggia e scende davanti all'entrata della stazione. Se si aspetta qui troppo a lungo, però, arriva un vigile che multa l'auto e si ricomincia dal punto di partenza ad Abbey Road.
Il gioco termina con la sconfitta se si esaurisce il tempo, mentre per vincere bisogna incontrare tutti i personaggi, tornare agli Abbey Road Studios e completare la canzone controllando i comandi di una consolle.
Il tema musicale, solo su Commodore 64, è Band on the Run.